# Vorontsov fyr
Vorontsov fyr (ukrainska: Воронцовський маяк) är en fyr på en lång pir vid inloppet till staden Odessas hamn vid Svarta havet. 
Fyren är 27,2 meter hög och visar rött  sken med tre blixtar var femtonde sekund liksom morsetecknet för bokstaven O, som i Odessa. Den är uppkallad efter den ryska generalen och generalguvernören över Nya Ryssland och Bessarabien,  Michail Semjonovitj Vorontsov och är den tredje fyren med samma namn.
Den första fyren i Odessas hamn var en mast av trä som restes 1843. En fotogenlykta hissades upp i masten på natten och byttes ut mot en gul flagga om dagen. Fyren förstördes 1854 i samband med Krimkriget men reparerades fem år senare. År 1863 ersattes den med en riktig fyr, som tändes första gången den 8 november, samma dag som ett monument över Vorontsov invigdes. Fyren monterade ned och flyttades till Krim år 1898 och är fortfarande i drift.

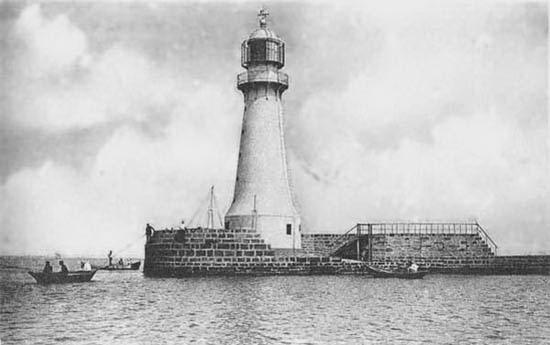
Den andra fyren, ca 1890.

Den andra fyren invigdes den 20 november 1888. Den var vit och av gjutjärn med roterande rött blixtrande sken och från 1911 försedd med en kompressordriven mistlur. Fyren sprängdes i luften av tyskarna den 15 september 1941 för att försvåra angrepp på staden. Efter andra världskriget sattes tillfälligt en  acetylenlykta upp på en pelare ovanpå ruinen.
Den nuvarande fyren tillverkades 1955 i Kronstadt och placerades på ett fundament av betong. Den är vitmålad med röd lanternin. Vid dimma låter mistluren fem gånger per minut. Fyren är inte öppen för besökare.